# Elephunk
Elephunk ist das dritte Studioalbum der US-amerikanischen Hip-Hop-Band The Black Eyed Peas. Es ist das erste Album, an dem Stacie „Fergie“ Ferguson beteiligt war. Produziert wurde es von Ron Fair und Bandmitglied Will.i.am. Insgesamt wurden aus Elephunk vier Singles veröffentlicht, wovon die erste Singleauskopplung, Where Is the Love? zusammen mit Justin Timberlake, ein weltweiter Nummer-eins-Hit wurde.

## Singleauskopplungen
Where Is the Love?
Nachdem eigentlich Shut Up als erste Single aus Elephunk geplant war, entschied man sich dafür, Where Is The Love? (feat. Justin Timberlake) als erste Single zu veröffentlichen. Grund dafür waren einerseits der Text und andererseits die Tatsache, dass man einer Überpräsenz von Justin Timberlake in den Medien entgehen wollte, da er gerade in der Veröffentlichungsphase seines Debütalbums Justified steckte. Daher einigten sich die Label der Black Eyed Peas und Justin Timberlakes darauf, dass er weder im Video zur Single, noch als beteiligter Künstler an der Single angegeben werden würde. Des Weiteren war es die erste Single der Black Eyed Peas zusammen mit dem neuen Bandmitglied Fergie.
In den USA wurde „Where Is The Love?“ am 16. Juni 2003 veröffentlicht und erreichte dort Platz 8 der Billboard-Charts. In Deutschland wurde es am 8. September 2003 veröffentlicht und erreichte in der Schweiz, sowie in über zehn weiteren Ländern Platz 1 der jeweiligen Single-Charts. Zudem wurde „Where Is The Love?“ bei den 46. Grammy Awards in den Kategorien „Record of the Year“ and „Best Rap/Sung Collaboration“ nominiert.
Shut Up
Shut Up war die zweite weltweite Single aus Elephunk, jedoch wurde sie nicht in den USA veröffentlicht. Charttechnisch war sie nicht viel weniger erfolgreich als die erste Auskopplung und erreichte ebenfalls in mehr als zehn Ländern Platz 1, darunter auch Deutschland.
Hey Mama
Hey Mama, feat. Tippa Irie, war die dritte Single aus Elephunk. Zwar konnte sie erfolgsmäßig nicht an die beiden Vorgänger anschließen, doch insgesamt war auch sie ein Top-5-Hit in mehreren Ländern. Bekannt wurde sie vor allem durch ihre Verwendung in einem 2004er iPod Commercial, sowie durch die Filme … und dann kam Polly und Garfield, in denen sie gespielt wurde.
Let’s Get It Started
Let’s Get It Started war die vierte und letzte Single aus dem Album Elephunk. Sie war die am wenigsten erfolgreiche Single aus Elephunk und erreichte im Durchschnitt Top-20 Platzierungen.

Der Originaltitel lautet Let’s Get Retarded, was auf Deutsch so viel bedeutet wie „Lasst uns zurückgeblieben werden“. Obwohl es im Sinne der Black Eyed Peas nichts mit der psychologischen bzw. geistigen Verfassung eines Menschen zu tun hatte, entschied sich die Plattenfirma dafür, den Titel in „Let’s Get It Started“ zu ändern, um heftigen Kritiken zu entgehen.

## Titelliste

### Standardversion
1. Hands Up – 3:35
2. Labor Day (It’s A Holiday) – 3:58
3. Let’s Get Retarded – 3:35
4. Hey Mama (feat. Tippa Irie) – 3:34
5. Shut Up – 4:56
6. Smells Like Funk – 5:04
7. Latin Girls (feat. Debi Nova & Dante Santiago) – 6:17
8. Sexy (feat. Sérgio Mendes) – 4:43
9. Fly Away – 3:35
10. The Boogie That Be (feat. John Legend) – 5:12
11. The Apl Song – 2:54
12. Anxiety (feat. Papa Roach) – 3:38
13. Where Is the Love? (feat. Justin Timberlake) – 4:46
14. (Silence) Hidden Track – 0:14
15. Third Eye* (Hidden Track) – 3:44[1]

* (Third Eye wird häufig als ein Track zusammen mit Where Is The Love? angegeben. Die Spielzeit beträgt dann 8:28)

### Bonus-Titel
UK
15. Rock My Shit – 3:52
16. What’s Goin’ Down – 2:41
Frankreich
15. Hands Up (Live) (nur auf Neuauflage) – 5:07
16. Fly Away (Live) (nur auf Neuauflage) – 3:09
US
15. Let’s Get It Started (nur auf Neuauflage) – 3:38
Deutschland
15. The Elephunk Theme – 1:57
Lateinamerika
15. La Paga (Juanes feat. Taboo & will.i.am) – 3:35
Zudem gab es eine Elephunk Special-Edition, die neben der Standard-Version noch eine Bonus-CD enthielt. Die Titelliste sah folgendermaßen aus:
1. Where Is The Love? (Video)
2. Shut Up (Video)
3. Where Is The Love? (Instrumental) – 4:36
4. Shut Up (Instrumental) – 5:12
5. Sumthin’ For That Ass – 3:54
6. Tell Your Mama Come (Live) – 2:52

### Samples
| Titel                                      | Sample                                                    |
| ------------------------------------------ | --------------------------------------------------------- |
| Labor Day (It’s A Holiday)                 | The J.B.’s – The Grunt De La Soul – Ego Trippin’ (Part 2) |
| Let’s Get Retarded / Let’s Get It Started  | M.C. Hammer feat. B Angie B – Let’s Get It Started        |
| Hey Mama feat. Tippa Irie                  | Audio II – Top Billin                                     |
| The Apl Song                               | Asin – Balita                                             |
| Where Is The Love? feat. Justin Timberlake | Nas – One Love                                            |
| Third Eye                                  | Scientist – De Materialize                                |
| The Elephunk Theme                         | Ilaiyaraaja – Unakkum Enakkum Aanandham                   |
| La Paga                                    | Juanes – La Paga (Remix)                                  |

## Singleauskopplungen
| Jahr | Titel                | Höchstplatzierung, Gesamtwochen, AuszeichnungChartplatzierungen (Jahr, Titel, , Platzierungen, Wochen, Auszeichnungen, Anmerkungen) | Höchstplatzierung, Gesamtwochen, AuszeichnungChartplatzierungen (Jahr, Titel, , Platzierungen, Wochen, Auszeichnungen, Anmerkungen) | Höchstplatzierung, Gesamtwochen, AuszeichnungChartplatzierungen (Jahr, Titel, , Platzierungen, Wochen, Auszeichnungen, Anmerkungen) | Höchstplatzierung, Gesamtwochen, AuszeichnungChartplatzierungen (Jahr, Titel, , Platzierungen, Wochen, Auszeichnungen, Anmerkungen) | Höchstplatzierung, Gesamtwochen, AuszeichnungChartplatzierungen (Jahr, Titel, , Platzierungen, Wochen, Auszeichnungen, Anmerkungen) | Anmerkungen                                                                        |
| Jahr | Titel                | DE | AT | CH | UK | US | Anmerkungen                                                                        |
| ---- | -------------------- | --- | --- | --- | --- | --- | ---------------------------------------------------------------------------------- |
| 2003 | Where Is the Love?   | DE1 (24 Wo.)DE | AT1 (33 Wo.)AT | CH1 (21 Wo.)CH | UK1 (24 Wo.)UK | US8 (25 Wo.)US | Erstveröffentlichung: 16. Juni 2003 Verkäufe: + 3.905.000; feat. Justin Timberlake |
| 2003 | Shut Up              | DE1 (22 Wo.)DE | AT1 (24 Wo.)AT | CH1 (37 Wo.)CH | UK2 (12 Wo.)UK | — | Erstveröffentlichung: 4. November 2003 Verkäufe: + 1.725.000                       |
| 2004 | Hey Mama             | DE5 (14 Wo.)DE | AT4 (18 Wo.)AT | CH3 (24 Wo.)CH | UK6 (10 Wo.)UK | US23 (20 Wo.)US | Erstveröffentlichung: 12. Januar 2004 Verkäufe: + 740.000; feat. Tippa Irie        |
| 2004 | Let’s Get It Started | DE18 (12 Wo.)DE | AT18 (14 Wo.)AT | CH13 (27 Wo.)CH | UK11 (10 Wo.)UK | US21 (20 Wo.)US | Erstveröffentlichung: 22. Juni 2004 Verkäufe: + 3.657.500                          |

## Kommerzieller Erfolg

### Chartplatzierungen
| ChartsChartplatzierungen       | Höchstplatzierung | Wochen |
| ------------------------------ | ----------------- | ------ |
| Deutschland (GfK)              | 6 (54 Wo.)        | 54     |
| Österreich (Ö3)                | 3 (50 Wo.)        | 50     |
| Schweiz (IFPI)                 | 1 (76 Wo.)        | 76     |
| Vereinigte Staaten (Billboard) | 14 (106 Wo.)      | 106    |
| Vereinigtes Königreich (OCC)   | 3 (76 Wo.)        | 76     |

| ChartsJahrescharts (2003)      | Platzierung |
| ------------------------------ | ----------- |
| Schweiz (IFPI)                 | 62          |
| Vereinigte Staaten (Billboard) | 127         |
| Vereinigtes Königreich (OCC)   | 13          |

| ChartsJahrescharts (2004)      | Platzierung |
| ------------------------------ | ----------- |
| Deutschland (GfK)              | 15          |
| Österreich (Ö3)                | 19          |
| Schweiz (IFPI)                 | 6           |
| Vereinigte Staaten (Billboard) | 35          |
| Vereinigtes Königreich (OCC)   | 26          |

| ChartsJahrescharts (2005)      | Platzierung |
| ------------------------------ | ----------- |
| Vereinigte Staaten (Billboard) | 115         |

### Auszeichnungen für Musikverkäufe
| Land/Region                  | Auszeichnungen für Musikverkäufe (Land/Region, Auszeichnung, Verkäufe) | Verkäufe    |
| ---------------------------- | ---------------------------------------------------------------------- | ----------- |
| Argentinien (CAPIF)          | Platin                                                                 | 40.000      |
| Australien (ARIA)            | 4× Platin                                                              | 280.000     |
| Brasilien (PMB)              | Gold                                                                   | 50.000      |
| Dänemark (IFPI)              | 4× Platin                                                              | (80.000)    |
| Deutschland (BVMI)           | Platin                                                                 | (200.000)   |
| Europa (IFPI)                | 3× Platin                                                              | 3.000.000   |
| Finnland (IFPI)              | Gold                                                                   | (23.541)    |
| Frankreich (SNEP)            | Platin                                                                 | (300.000)   |
| Irland (IRMA)                | 2× Platin                                                              | (30.000)    |
| Italien (FIMI)               | Gold                                                                   | (25.000)    |
| Japan (RIAJ)                 | Gold                                                                   | 100.000     |
| Kanada (MC)                  | 7× Platin                                                              | 700.000     |
| Mexiko (AMPROFON)            | Platin                                                                 | 150.000     |
| Neuseeland (RMNZ)            | 4× Platin                                                              | 60.000      |
| Niederlande (NVPI)           | 2× Platin                                                              | (140.000)   |
| Norwegen (IFPI)              | Gold                                                                   | (20.000)    |
| Österreich (IFPI)            | Gold                                                                   | (15.000)    |
| Portugal (AFP)               | Gold                                                                   | (20.000)    |
| Russland (NFPF)              | 3× Platin                                                              | (60.000)    |
| Schweden (IFPI)              | Gold                                                                   | (30.000)    |
| Schweiz (IFPI)               | Platin                                                                 | (40.000)    |
| Spanien (Promusicae)         | Platin                                                                 | (10.000)    |
| Vereinigte Staaten (RIAA)    | 2× Platin                                                              | 3.204.000   |
| Vereinigtes Königreich (BPI) | 5× Platin                                                              | (1.500.000) |
| Insgesamt                    | 8× Gold · 42× Platin ·                                                 | 7.584.000   |

Hauptartikel: The Black Eyed Peas/Auszeichnungen für Musikverkäufe